# Stayin' Alive
"Stayin' Alive" é uma canção da banda australiana e britânica escrita por Barry, Robin e Maurice Gibb dos Bee Gees, lançada como single em 1977.
Estava presente na trilha sonora do filme Saturday Night Fever (Os Embalos de Sábado à Noite). É uma das músicas de maior sucesso da banda. Uma curiosidade é que essa musica è tocada no filme Alvin e os Esquilos 2, só que, com a versão para o filme diferente, levando em conta que no filme são os esquilos que cantam. Também é possível ouvi-las nos filmes Assassino Virtual (1995), Madagascar (2005) e Jogador N°1 (2018). Foi a 14ª música mais tocada nas rádios brasileiras em 1978.

## Uso em treino médico
"Stayin' Alive" foi usado num estudo para treinar profissionais de saúde e socorristas para prover o número correto de compressões do peito por minuto enquanto faziam reanimação cardiopulmonar (RCP). A música tem perto de 104 batidas por minuto, e 100-120 compressões peitorais são o recomendado pela British Heart Foundation.
Em 2008, médicos americanos especialistas em atendimento de emergência descobriram que a música tem o ritmo perfeito para ser seguído durante procedimento de RCP feito em vítimas de ataque cardíaco. A American Heart Association considera o número ideal de compressões na RCP, 100 a 120 por minuto. "Stayin' Alive" tem 103 batidas rítmicas por minuto.